# Volutharpa
Volutharpa is een geslacht van weekdieren uit de klasse van de Gastropoda (slakken).

## Soorten
- Volutharpa ainos Kuroda & Kinoshita, 1956
- Volutharpa ampullacea (Middendorff, 1848)
- Volutharpa perryi (Jay, 1856)